# Rockers (reggae)
Rockers je pojam koji se odnosi na osebujan zvuk roots reggaea. Ovaj je podžanr nastao sredinom 1970-ih. Pioniri ovog zvuka su dvojac Sly & Robbie, odnosno Sly Dunbar na bubnjevima i Robbie Shakespeare na bas-gitari koji su svirali u pozadinskom sastavu The Revolutionariesima. Ovaj njihov novi stil promijenio je cijeli jamajčanski zvuk s roots reggaea na rockers, a potom su ga oponašale ostale produkcije. Tako se je popularnost ovog podžanra proširila kasnih 1970-ih. Rockers se najbolje može opisati kao zvuk reaggaea koji je nešto mehaničniji i agresivniji. uz veću primjenu sinkopiranih bubnjarskih dionica.

## Izabrani albumi
- Rockers Almighty Dub (Dubwise, Rockers, Bass & Drums) - 1979. - Clocktower (The Revolutionaries i The Aggrovators)